# بخور مريم أسمر
بخور مريم الأسمر أو سُكَع القُصّ (باللاتينية: Cyclamen coum) نوع نباتي عشبي يتبع جنس بخور مريم من الفصيلة المرسينية.

## البيئة والانتشار
موطنه بلاد الشام وتركيا وبلغاريا وأرمينيا وشبه جزيرة القرم.

## الوصف النباتي
الأوراق دائرية وقاعدتها قلبية الشكل ومحلاقها طويل أخضر داكن اللون. الأزهار جميلة شماريخها طويلة تفوق معاليق الأوراق بالطول. تزهر ابتداء من كانون الثاني/يناير وتستمر حتى أيار/مايو. والبتلات زهرية اللون شريطية الشكل وترتد نحو الخلف وطولها أكثر بخمس إلى ست مرات من طول الأنبوب البتلي، والثمرة علبة (أو كبسولة).

## مرادفات للاسم العلمي
- (باللاتينية: Cyclamen durostoricum Pant$Eu & Solacolu)
- (باللاتينية: Cyclamen vernum Sweet)

## معرض صور

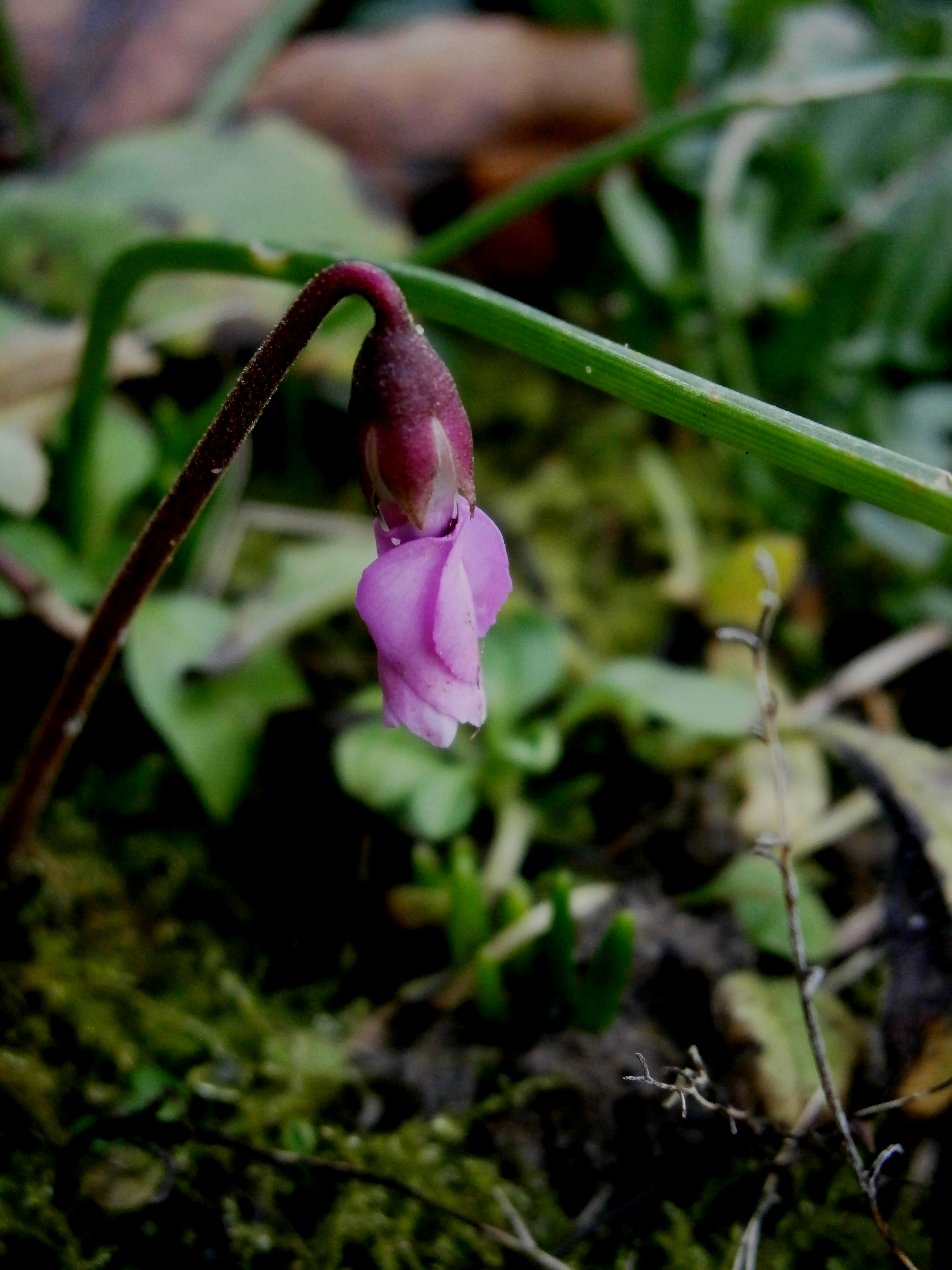
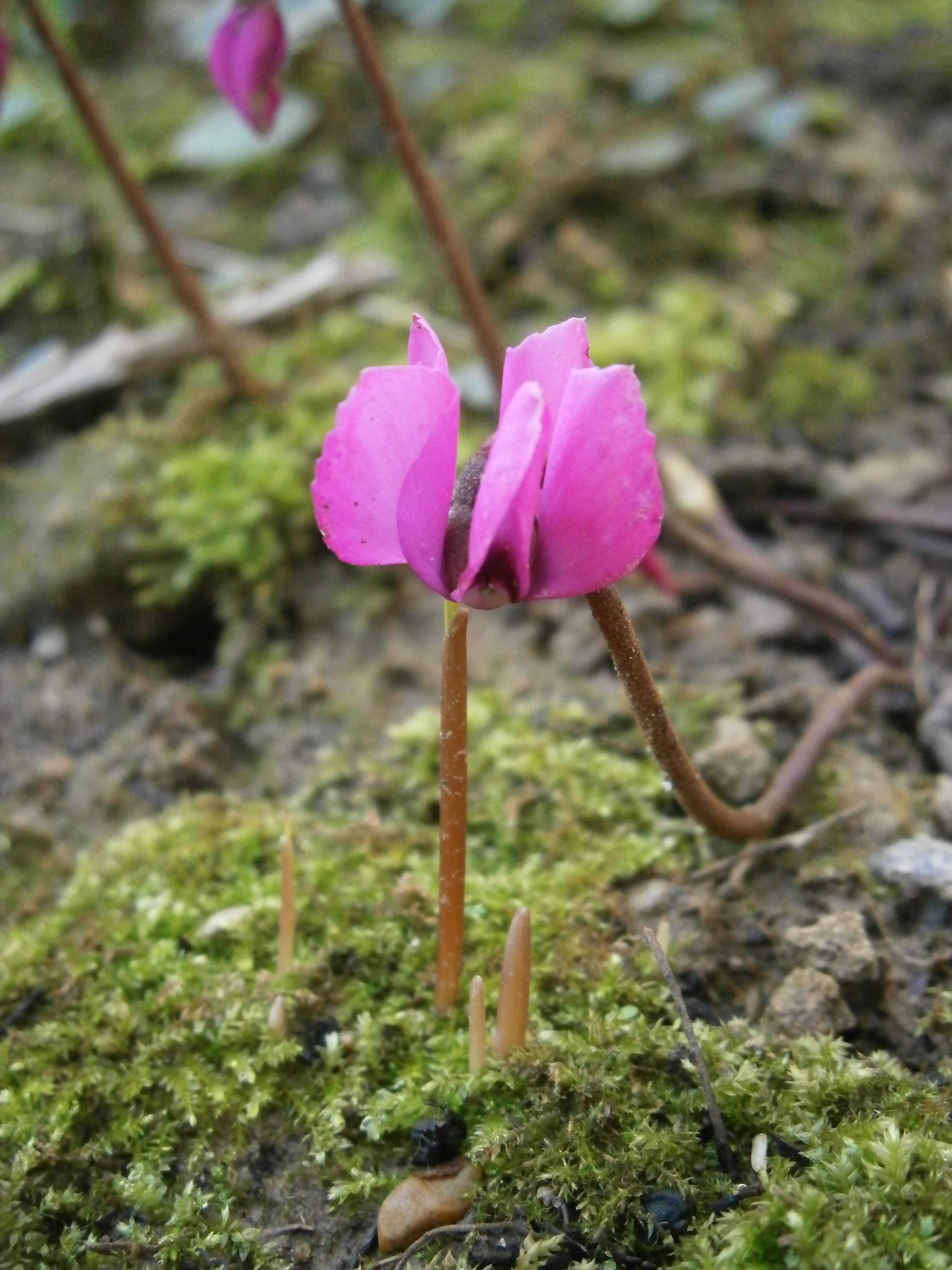
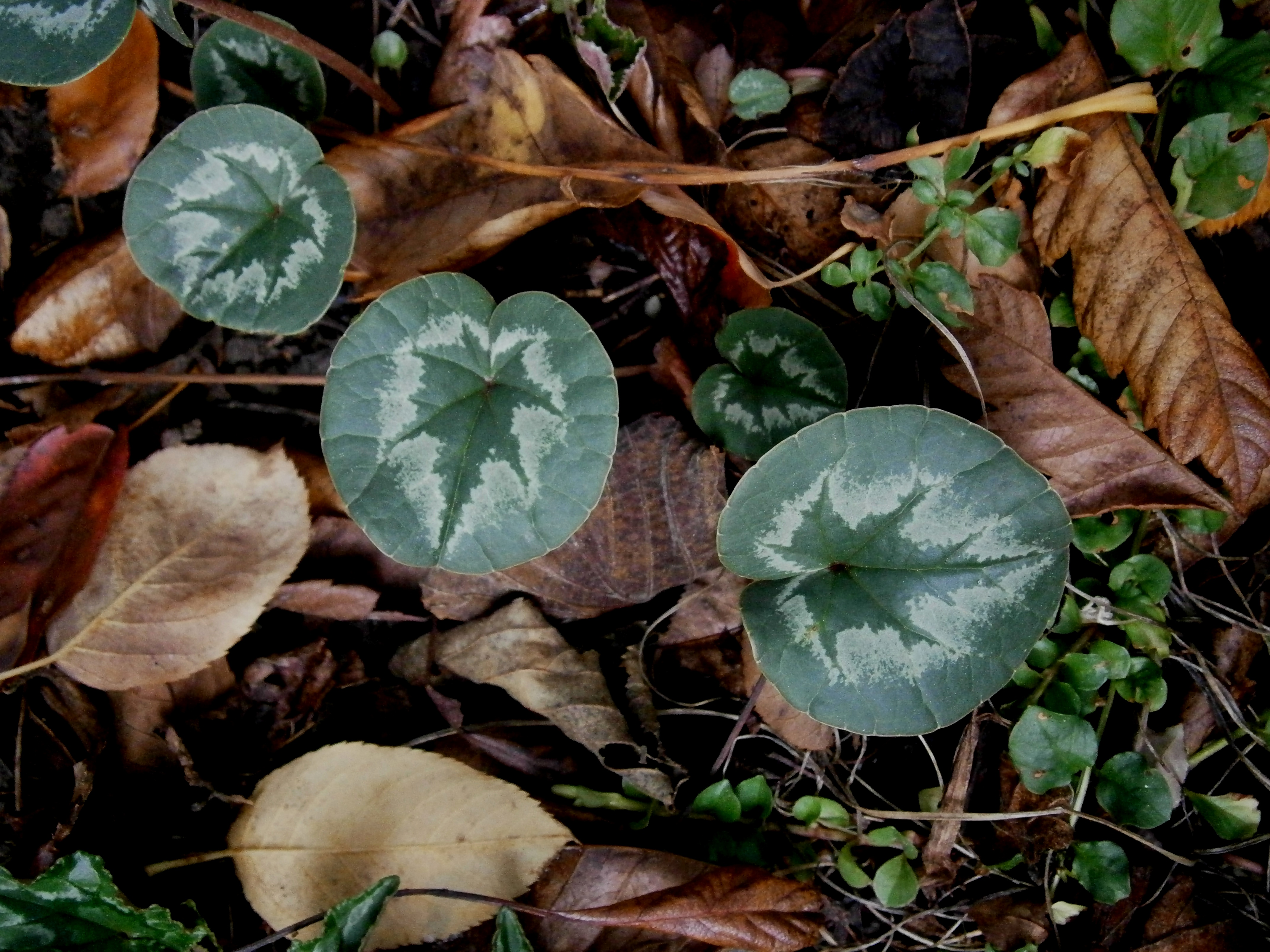
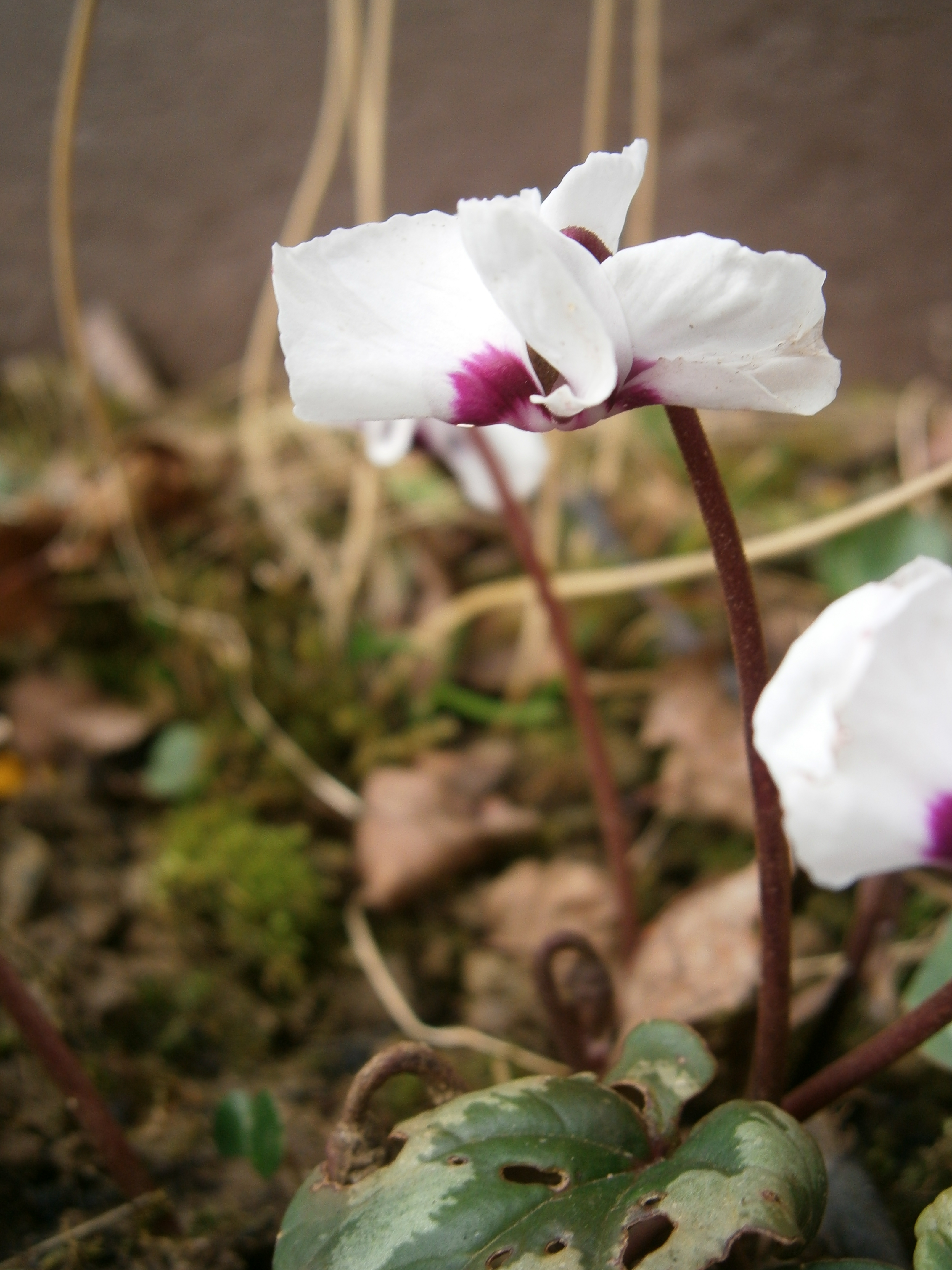
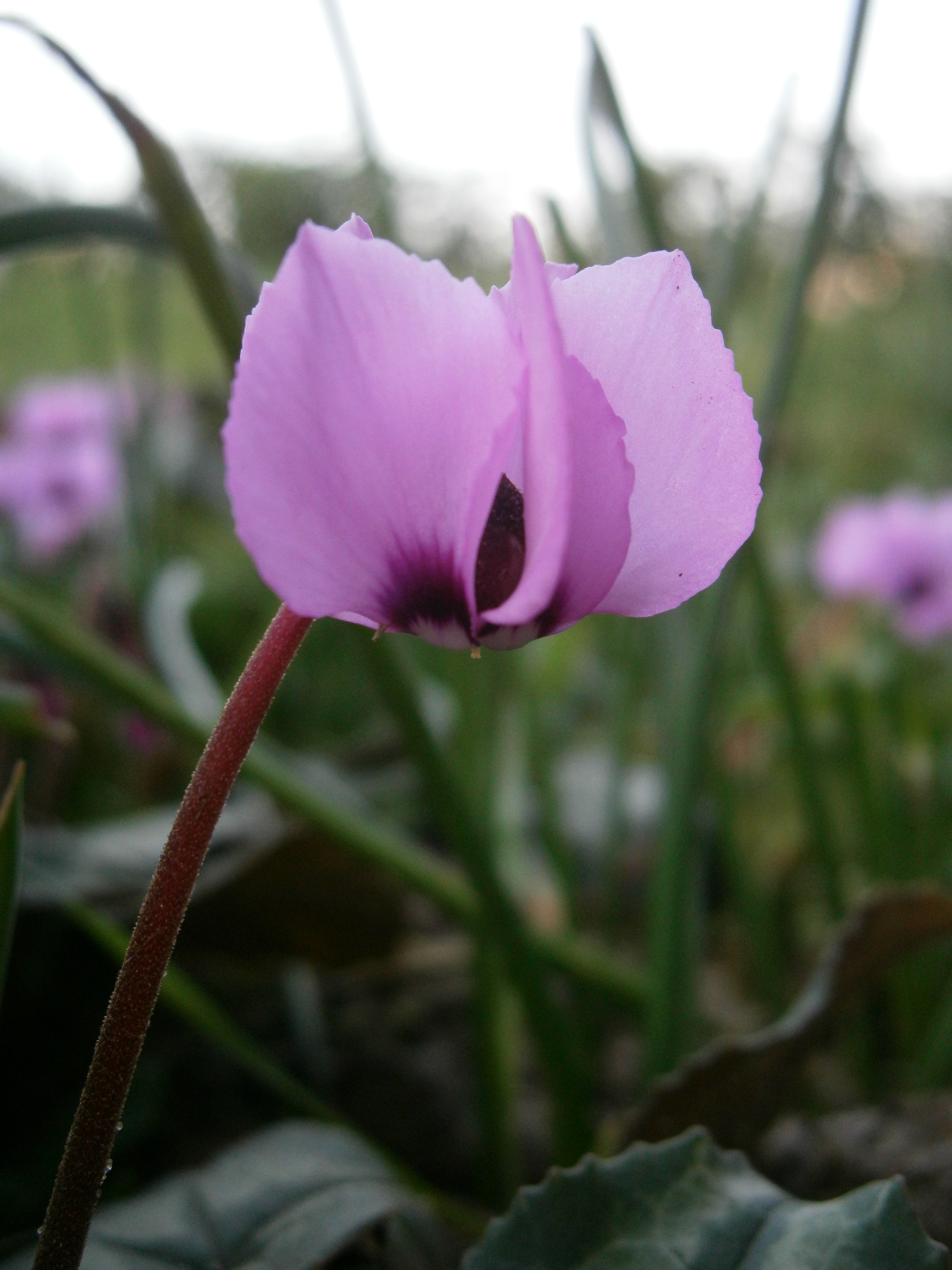
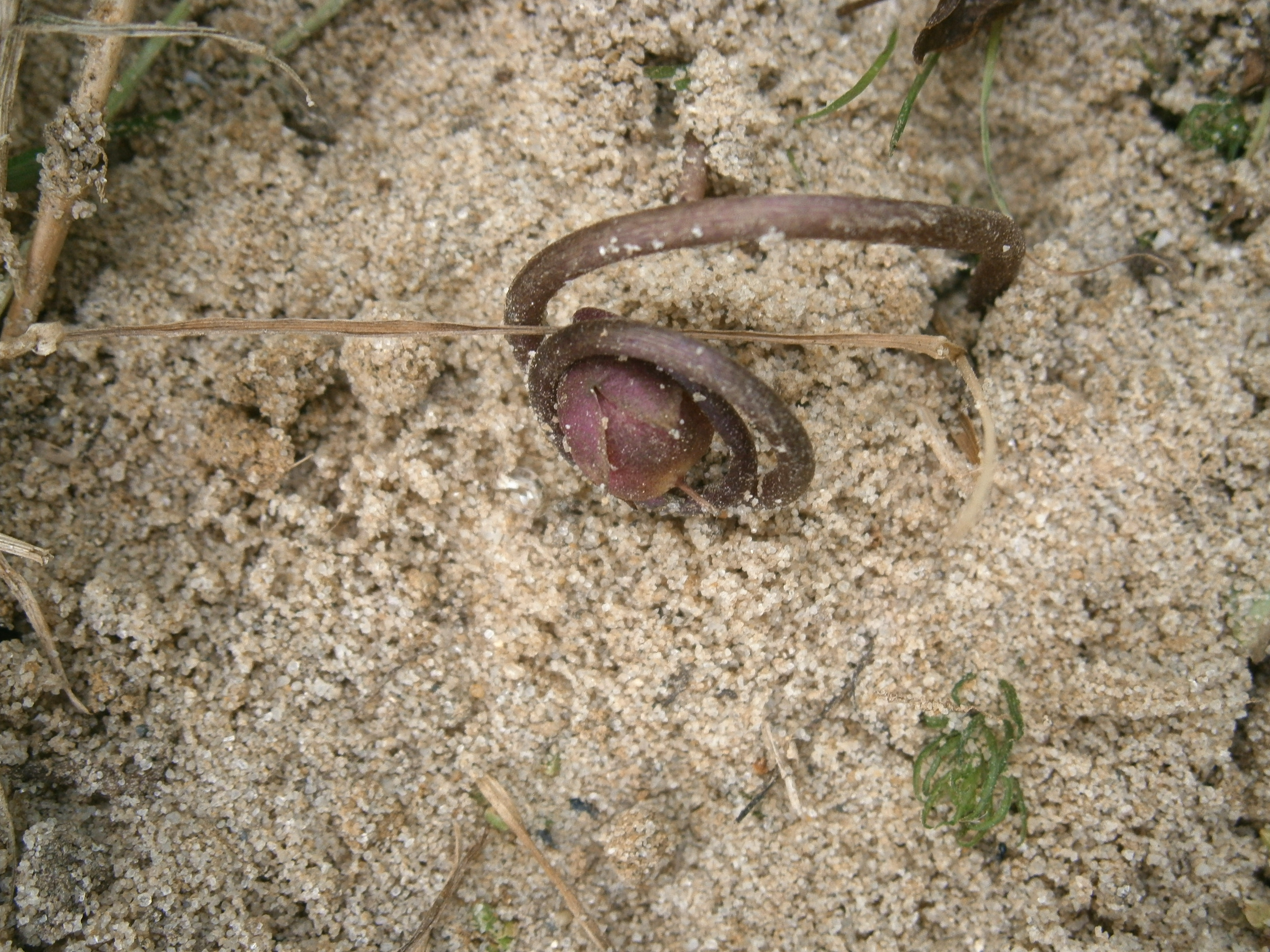